# Deutsche Alpine Skimeisterschaften 2020
Die Deutschen Alpinen Skimeisterschaften 2020 hätten vom 23. bis 26. März 2020 in Garmisch-Partenkirchen und vom 27. bis 29. März in Seefeld in Tirol (Österreich) stattfinden sollen. Die Rennen wären international geöffnet gewesen, um die Deutsche Meisterschaft wären jedoch nur die deutschen Teilnehmer gefahren. Aufgrund der COVID-19-Pandemie wurden alle Wettbewerbe abgesagt.

## Geplanter Ablauf
- Herren Abfahrt: 24. März 2020, Garmisch-Partenkirchen
- Herren Super-G: 25. März 2020, Garmisch-Partenkirchen
- Herren Riesenslalom: 28. März 2020, Seefeld in Tirol
- Herren Slalom: 29. März 2020, Seefeld in Tirol
- Herren Kombination: 26. März 2020, Garmisch-Partenkirchen
- Damen Abfahrt: 24. März 2020, Garmisch-Partenkirchen
- Damen Super-G: 25. März 2020, Garmisch-Partenkirchen
- Damen Riesenslalom: 29. März 2020, Seefeld in Tirol
- Damen Slalom: 28. März 2020, Seefeld in Tirol
- Damen Kombination: 26. März 2020, Garmisch-Partenkirchen
- Teamwettbewerb: 27. März 2020, Seefeld in Tirol